# Władaja
Władaja (bułg. Владая) – wieś w Bułgarii; 3600 mieszkańców (2010).